# کون راپیدس (آیووا)
کون راپیدس (به انگلیسی: Coon Rapids) شهری در ایالت آیووا کشور ایالات متحده آمریکا است که جمعیت آن در سرشماری سال ۲۰۱۰ میلادی، ۱٬۳۰۵ نفر بوده‌است.